# Sistema de advertencia de proximidad al suelo
El Sistema de advertencia de proximidad al terreno (GPWS, por sus siglas en inglés) es un sistema diseñado para alertar a los pilotos si su aeronave está en peligro o en curso inmediato de estrellarse contra el terreno o un obstáculo durante el vuelo o su aproximación final. 
La Administración Federal de Aviación (FAA) define al GPWS como:

Un tipo de sistema de alerta y conocimiento del terreno (TAWS, por sus siglas en inglés).

Los sistemas más avanzados, introducidos en 1996, se conocen como sistemas mejorados de advertencia de proximidad al terreno (EGPWS, por sus siglas en inglés), un tipo moderno del Sistema de Alerta y Conocimiento del Terreno (TAWS).

Diagrama de una aproximación final, la flecha de color rojo es la secuencia de un choque contra el terreno y la azul es el rumbo donde se activaría el GPWS evitando el terreno.

## Historia
Durante 1960, sucedieron varios accidentes aéreos causando el inicio de los accidentes por los vuelos controlados contra el suelo (CFIT) provocando la pérdida de miles de personas. Un accidente causado por el vuelo controlado contra el terreno es aquel en el que una aeronave funciona con normalidad y los pilotos tienen el control mientras realizan las etapas del vuelo, mayormente sucede durante la aproximación final dónde la aeronave impacta contra el terreno, el agua o con obstáculos sin que los pilotos sean conscientes del riesgo enfrente hasta que se estrellan.
A principios de los años 1970, se realizaron varios estudios para examinar la ocurrencia de los accidentes causados por el vuelo controlado contra el terreno. Los resultados de estos estudios indicaron que muchos de estos accidentes podrían haberse evitado si se hubiera utilizado un dispositivo de advertencia llamado sistema de advertencia de proximidad al suelo (GPWS). Como resultado de estos estudios y de las recomendaciones de la Junta Nacional de Seguridad del Transporte (NTSB) en 1974, la Administración Federal de Aviación (FAA) exigió que todas las aeronaves que posean turbinas y turborreactores instalaran los equipos GPWS aprobados.
La Organización de Aviación Civil Internacional (OACI) de las Naciones Unidas recomendó la instalación del GPWS en 1979.
Luego, Charles Donald Bateman un ingeniero canadiense, desarrolló con éxito el sistema GPWS y tiempo después se le recuerda su gran labor ya que pudo haber salvado muchas vidas tiempo después que desarrollo el sistema.
En marzo del 2000, la Administración Federal de Aviación modificó las normas de operación para exigir que todas las aeronaves con motores de turbinas con registro estadounidenses con seis o más asientos para pasajeros (excluidos los asientos del piloto y el copiloto) estén equipados con un Sistema de Alerta y Conocimiento del Terreno (TAWS) aprobado por la FAA. La orden de modificación es obligatoria a todas aquellas aeronaves fabricadas después del 29 de marzo de 2002.

## Efectos y Estadísticas
Antes del desarrollo del GPWS, las aeronaves con pasajeros se veían involucradas en 3,5 accidentes mortales a causa del vuelo controlado contra el terreno cada año, está cifra se redujo a 2 por año a mediados de 1970. Un informe de 2006 afirmó que desde 1974, cuando la Administración Federal de Aviación impuso como requisito que los aviones de gran tamaño llevaran dicho sistema, hasta el momento del informe, no se había producido ni una sola muerte de un pasajero en un accidente de vuelo controlado contra el terreno de una aeronave de gran tamaño en el espacio aéreo de los Estados Unidos.
Después de 1974, todavía se produjeron algunos accidentes causados por el vuelo controlado contra el terreno donde el GPWS no pudo advertir a los pilotos debido al "punto ciego" de los primeros sistemas del GPWS. Después de estos accidentes, se desarrollaron sistemas más avanzados.
Cuando los Sistemas de Advertencia y Conocimiento del Terreno (TAWS) más antiguos, o la desactivación del EGPWS, o los pilotos ignoran sus advertencias cuando el aeropuerto no está en su base de datos, sigue siendo la causa y la vulnerabilidad a posibles accidentes por el vuelo controlado contra el terreno (CFIT). En abril de 2010, un Tupolev Tu-154M de la Fuerza Aérea polaca se estrelló cerca de Smolensk, Rusia, en un posible vuelo controlado contra el terreno matando a todos los pasajeros y la tripulación, incluido el presidente de Polonia Lech Kaczyński. El Tupolev estaba equipado con el sistema TAWS fabricado por Universal Avionics Systems de Tucson. Según el Comité de Aviación Interestatal Ruso, el TAWS estaba activado y tenía buenas condiciones de funcionamiento. Sin embargo, el aeropuerto donde el avión iba a aterrizar (Smolensk (XUBS)) no está en la base de datos del TAWS. En enero de 2008, un CASA C-295M de la Fuerza Aérea polaca se estrelló por la misma causa del Tupolev, un vuelo controlado contra el terreno (CFIT) cerca de Mirosławiec, Polonia, a pesar de estar equipado con el sistema EGPWS; los sonidos de advertencia del EGPWS habían sido desactivados y el capitán no había recibido la capacitación adecuada con el sistema EGPWS.

## Aeronaves comerciales

Las especificaciones de la FAA tienen requisitos detallados sobre cuándo deben sonar ciertas advertencias en la cabina.

El sistema GPWS controla la altura de la aeronave sobre el suelo, este dato es determinado por un radioaltímetro. Una computadora en la aviónica registra estas lecturas, calcula tendencias de descenso e ascenso y advierte a los pilotos con advertencias visuales y de audio si la aeronave se encuentra en ciertas configuraciones de vuelo definidas en modos de alerta.
Los modos son:
- Tasa de descenso excesiva ("SINK RATE", "PULL UP")[Note 1]
- Tasa excesiva de cierre de terreno ("TERRAIN", "PULL UP")
- Tasa excesiva de tiempo para evitar obstáculos grandes ("OBSTACLE", "PULL UP")
- Pérdida de altitud después del despegue o con un ajuste de potencia alto ("DO NOT SINK")
- Distancia libre al terreno insegura ("VERY LOW - TERRAIN", "VERY LOW - SPEED", "VERY LOW - FIN"")
- Desviación excesiva por debajo de la senda de planeo ("GLIDES LOPE")
- Ángulo de banqueo (inclinación) excesivamente pronunciado ("BANK ANGLE")
- Protección contra cizalladura del viento ("WINDSHEAR")

El GPWS tradicional posee un punto ciego. Dado que el GPWS tradicional solo puede recopilar datos directamente desde debajo de la aeronave mediante sensores, debe predecir las características futuras del terreno. Si hay un cambio repentino en el terreno, como una pendiente pronunciada, el GPWS no detectará la velocidad de aproximación de la aeronave hasta que sea demasiado tarde para realizar una acción evasiva y provocando un accidente.
A finales de 1990, se desarrollaron mejoras y el GPWS tradicional evoluciono al denominado "Sistema mejorado de advertencia de proximidad al suelo" (EGPWS/TAWS). El sistema se combina con una base de datos digital a nivel mundial del terreno y se basa en la tecnología del Sistema de posicionamiento global (GPS). Las computadoras a bordo comparan la ubicación actual con una base de datos del terreno del planeta. La pantalla del terreno proporciona a los pilotos una orientación visual de los puntos altos y bajos cerca de la aeronave.
Las mejoras del software del sistema EGPWS se centran en resolver dos problemas comunes:
- Que no se active la alarma
- Una respuesta tardía o incorrecta por parte de los pilotos

### Error que desactiva al GPWS
La causa principal de los accidentes aéreos por el vuelo controlado contra el terreno es que el GPWS no dio ninguna advertencia durante un aterrizaje corto. Cuando el tren de aterrizaje está abajo y los flaps de están desplegados, el GPWS espera que el avión aterrice y, por lo tanto, no emite ninguna advertencia. Sin embargo, el GPWS también puede funcionar incorrectamente debido a un cortocircuito. Un ejemplo notable, el 26 de septiembre de 1997, el vuelo 152 de Garuda Indonesia se estrelló en una zona montañosa, matando a los 222 pasajeros y 12 tripulantes a bordo. A pesar de que el Airbus A300 se estaba acercando al terreno, el GPWS no se activó, aunque el tren de aterrizaje y los flaps no estaban desplegados. El EGPWS introduce la función Terrain Clearance Floor (TCF), que proporciona un tipo de protección al GPWS incluso cuando la aeronave está en configuración de aterrizaje.

### Advertencia tardía o respuesta inadecuada
Cuando una alerta del sistema GPWS suele aparecer en un momento crucial durante las etapas del vuelo, durante el despegue o el aterrizaje donde los pilotos están concentrados totalmente y al sonar la alarma puede ser sorpresivo. Es casi seguro que la aeronave no se encuentra donde el piloto cree que debería estar, y la respuesta a una alerta del GPWS puede llegar tarde o no en estas circunstancias. El tiempo de alerta también puede ser breve si la aeronave está volando en un terreno escarpado o donde el suelo no es completamente nivelado, ya que el radioaltímetro orientado para que analice el terreno está posicionado con la visión hacia abajo, este radioaltímetro es el sensor principal utilizado para el cálculo de la advertencia. El sistema EGPWS mejora el conocimiento del terreno de los pilotos y los tiempos en que estos estén alerta al introducir la pantalla del terreno y la protección de anticipación del terreno de la base de datos del terreno.

## Aviación General
La Administración Federal de Aviación (FAA) no exige la instalación del Sistema de Alerta y Conocimiento del Terreno (TAWS) en las aeronaves con motor de pistón, pero se puede instalar un equipo opcional clasificado como TAWS Tipo C. Según el tipo de funcionamiento, solo se requiere la instalación del TAWS en aeronaves con motor de turbina con seis o más asientos de pasajeros.
AlliedSignal (ahora fusionada con Honeywell) desarrolló una versión más pequeña y menos costosa del sistema mejora de proximidad al terreno (EGPWS) para la aviación general y las aeronaves privadas.

## Aviación militar
Para las aeronaves militares de alta velocidad, la extrema velocidad y baja altitud que pueden volar con frecuencia hacen que los sistemas GPWS tradicionales no sean adecuados y no funcionen con normalidad ya que el punto ciego se convierte en una parte crítica. Por lo tanto, se requiere un sistema mejorado, que tome entradas aerodinámicas no solo del radioaltímetro, sino también del sistema de navegación inercial (INS), el sistema de posicionamiento global (GPS) y el sistema de control de vuelo (FCS), estos se pueden utilizar para predecir con precisión la trayectoria de vuelo de la aeronave hasta 5 millas (8,0 km) por delante. Luego, se utilizan mapas digitales de las características del terreno y los obstáculos para determinar si es probable que se produzca un choque si la aeronave no se detiene en un nivel g predeterminado. Si se predice una colisión, se puede proporcionar una advertencia en la cabina. Este es el tipo de sistema implementado en aviones como el Eurofighter Typhoon. La Administración Federal de Aviación también ha realizado un estudio sobre la adaptación de la vectorización de empuje militar 3-D para recuperar las aeronaves civiles de accidentes.
El 5 de mayo de 2016, un sistema de alerta temprana militar (GPWS) llamado Sistema automático de prevención de colisiones en tierra (Auto-GCAS) equipado a bordo de un F-16 logró proteger la vida de un piloto en prácticas de vuelo que mientras hacia las maniobras este mismo perdió el conocimiento debido a fuerzas G excesivas durante un entrenamiento básico en maniobras de combate. En una actitud de aproximadamente 55 grados con la nariz del F-16 hacia abajo a 8760 pies (2670 m) y 652 KIAS (750 mph o 1210 km/h), el sistema Auto-GCAS detectó que el avión de combate iba en curso de chocar contra el terreno y el piloto ejecutó con éxito una recuperación automática, salvando la vida del piloto.

## Accidentes e incidentes
En los vuelos comerciales y de determinadas aerolíneas, existen procedimientos obligatorios por ley que deben de seguirse en caso de que se produzca una advertencia o señal del sistema EGPWS. Ambos pilotos deben responder y actuar en consecuencia a la situación una vez que se haya emitido la alerta o advertencia. En Indonesia, el capitán del vuelo 200 de Garuda Indonesia fue acusado de homicidio por no cumplir con estos procedimientos.
En el 2015, el vuelo 953 de Air France, un Boeing 777-200ER evitó el impacto contra el terreno después de que el sistema EGPWS detectara el monte Camerún en la trayectoria de vuelo. El piloto que volaba respondió inmediatamente a la advertencia inicial del EGPWS, salvando todos a bordo.